# Pavel Pavel

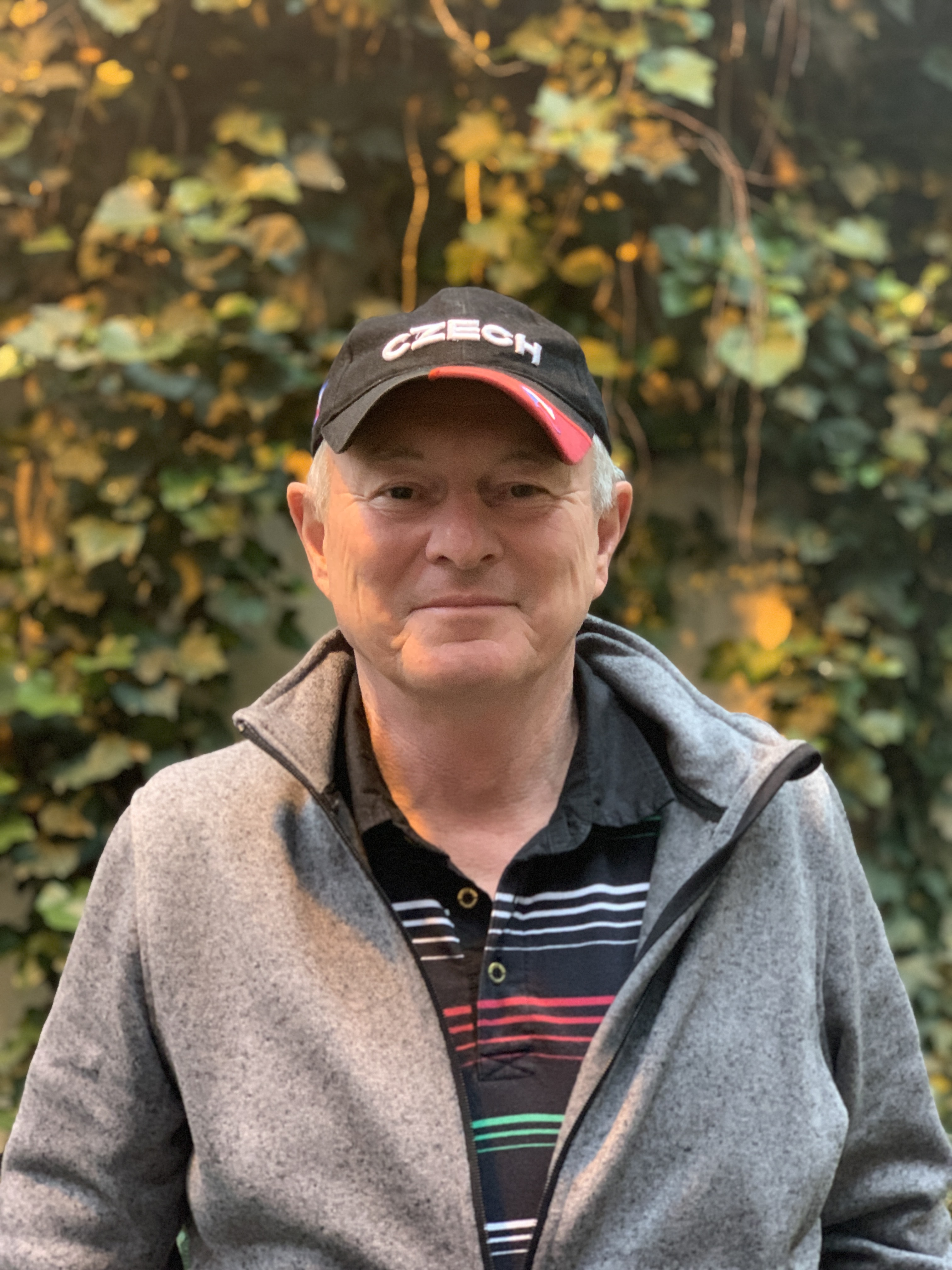
Pavel Pavel (2020)

Pavel Pavel (Strakonice, 11 marzo 1957) è un ingegnere e archeologo ceco, noto per i suoi lavori di archeologia sperimentale incentrati sulla tecnica di sollevamento di grossi pesi nelle antiche civiltà.

## Biografia
Pavel ha studiato ingegneria elettronica all'Università della Boemia Occidentale di Plzeň e in seguito ha lavorato come progettista nell'azienda Agrostav di Strakonice. Dopo la Rivoluzione di Velluto del 1989 si è dedicato alla politica locale. È stato vicesindaco di Strakonice dal 1998 al 2000 e in seguito si è candidando in due elezioni per il Senato ceco (nel 2002 e nel 2003) come membro del Partito Democratico Civico, non riuscendo però a essere eletto. Dal 2004 al 2008 è stato consigliere municipale a České Budějovice, nella regione della Boemia Meridionale. Attualmente dirige la sua impresa, la PAVEL PAVEL s.r.o. fondata nel 2000 e specializzata nello spostamento di carichi e oggetti pesanti.

### Archeologia sperimentale
Fin dall'infanzia è stato attratto dai luoghi più remoti del mondo, in particolare aspirava a visitare l'isola di Pasqua – chiamata Rapa Nui in lingua originale – con i suoi tre vulcani principali. È da uno di essi, il Rano Raraku, che proviene il tufo con cui vennero create le statue giganti, i Moai.

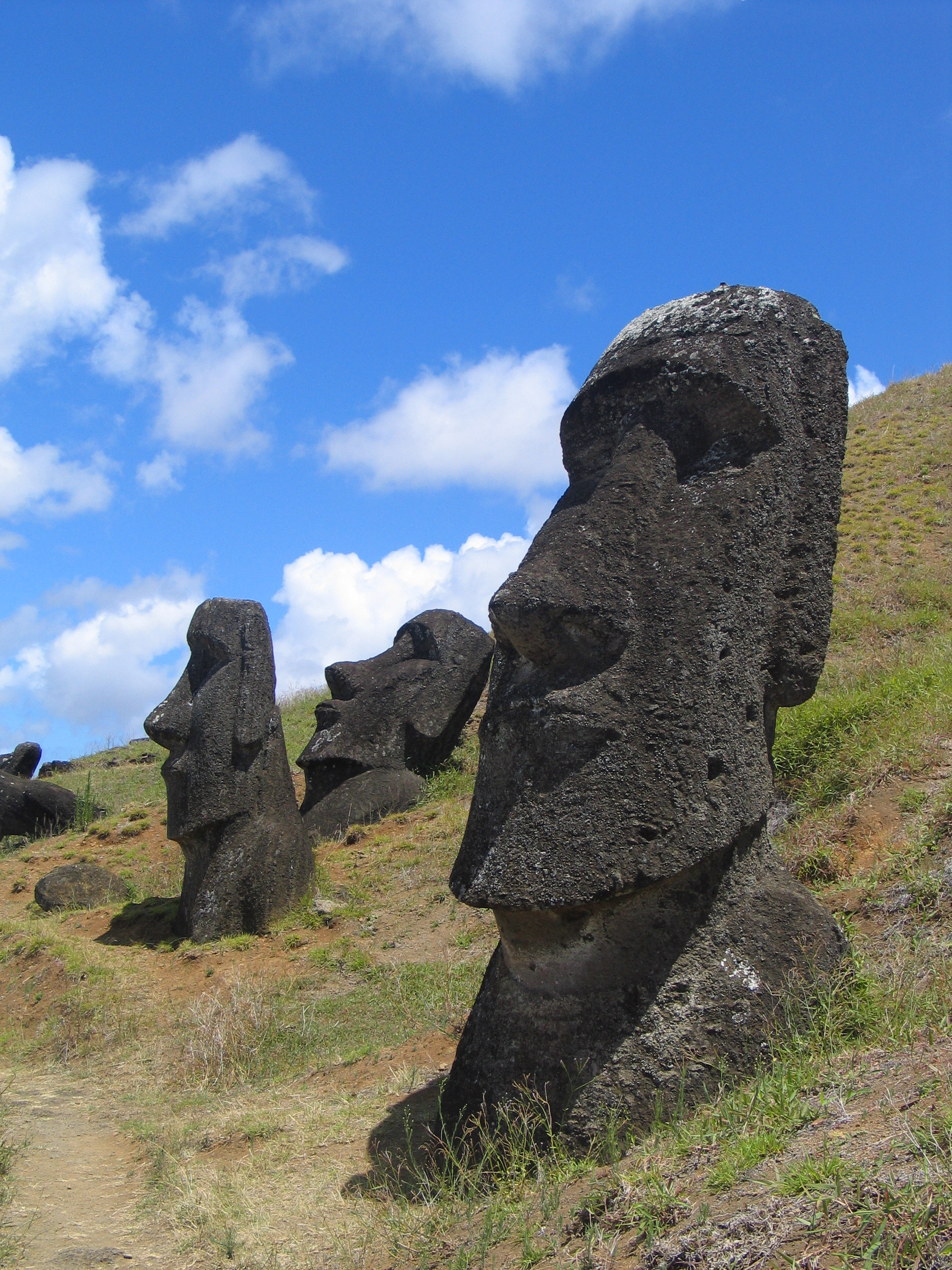
Statue Moai

L'interesse principale di Pavel riguarda la tecnica utilizzata dagli antichi scultori per spostare e innalzare le statue. A Strakonice ha creato una statua di cemento di 4 metri e mezzo per 12 tonnellate e, nell'autunno del 1982, assieme a 16 amici è riuscito a spostarla. Nel 1985 Pavel ha scritto all'esploratore ed etnologo nonché suo ispiratore Thor Heyerdahl del suo esperimento. Di risposta, Heyerdahl ha invitato il giovane ingegnere nella sua prossima spedizione all'isola di Pasqua. Nel 1986 la stessa prova è stata così realizzata nel sito originale con un Moai reale, che è stato mosso con relativa semplicità e velocità da soli 17 uomini. Il successo dell'esperimento ha donato un contributo risolutivo a uno dei misteri dell'isola di Pasqua.
Da allora, Pavel ha visitato l'isola altre tre volte. Nel suo viaggio del 2003 ha collocato quattro placche commemorative in un museo locale. Si tratta di targhe in bronzo scritte in spagnolo, inglese, rapa nui e ceco che ricordano lo spostamento delle sculture effettuato dall'ingegner Pavel Pavel.
Prima nel 1983 e poi nel 2003, con l'aiuto di cinque collaboratori e una leva di legno, nella cittadina di Kadov ha sollevato e ricollocato una pietra oscillante di 30 tonnellate al suo posto originale, da cui era stata rimossa nel Ottocento per opera di vandali. Inoltre ha piazzato quattro fienili storici a Mokrá Louka, vicino Třeboň, dopo l'inondazione del 2002. Nel 1990 a Strakonice ha riprodotto un monolite di Stonehenge (tuttora presente) per provare la sua teoria sul sollevamento degli architravi. Tra i suoi vari lavori, ha anche piazzato quattro fienili storici a Mokrá Louka, vicino Třeboň, dopo l'inondazione del 2002.
Viaggiò anche in America del sud visitando Cile, Perù, Bolivia e Messico. Sono note le sue ricerche sul trasporto delle pietre dal cantiere al luogo sacro Tiahuanaco da parte degli indios stanziati intorno al lago Titicaca. Il progetto tuttavia restò incompiuto per mancanza di fondi e Pavel lasciò la documentazione completa al museo di Tiahuanaco.